# Ranoidea napaea
Ranoidea napaea – gatunek płaza bezogonowego z podrodziny Pelodryadinae w rodzinie rzekotkowatych (Hylidae). Endemit indonezyjskiej części Nowej Gwinei.

## Występowanie
Stworzenie to zamieszkuje papuaskie góry, jak Góry Śnieżne czy źródła rzeki Wapoga. Bytuje na wysokościach położonych pomiędzy 500 i 1000 metrów nad poziomem morza.
Siedlisko opisywanego płaza to górskie potoki o wartkim nurcie płynące przez lasy deszczowe.

## Rozmnażanie
Samica składa w pobliżu potoków pozbawione pigmentacji jaja.

## Status
Nad Wapogą gatunek wydaje się występować obficie. Trend liczebności jego populacji oceniany jest jako stabilny.
Pomimo niedoboru informacji uważa się, że gatunkowi nie grożą żadne niebezpieczeństwa, tym bardziej że zamieszkuje tereny położone z dala od siedzib ludzkich.